# Orsoline del Santissimo Salvatore
Le Orsoline del Santissimo Salvatore (in tedesco Ursulinen von St. Salvator-Düsseldorf; sigla O.S.U.) sono un istituto religioso femminile di diritto pontificio.

## Storia
La congregazione fu costituita nel 1881 tramite l'unione dei due monasteri tedeschi delle orsoline di Düsseldorf e delle suore del Salvatore di Münstereifel.
Il monastero delle orsoline di Düsseldorf era stato fondato il 2 maggio 1681 dalle religiose di Colonia; le suore del Salvatore erano sorte nel 1594 a opera di Margherita Lynnerie e avevano qualche somiglianza con le orsoline.
A causa del kulturkampf, entrambi gli istituti furono costretti a trasferire la sede della loro attività nei Paesi Bassi.
Papa Leone XIII approvò il nuvo istituto il 16 marzo 1883; la casa generalizia fu fissata a Roermond e vi restò anche dopo il 1888, quando le religiose poterono rientrare in Germania. Fu trasferita a Düsseldorf nel 1907.

## Attività e diffusione
Le suore si dedicano all'istruzione e all'educazione dell'infanzia e della gioventù.
La sede generalizia è a Colonia.
Alla fine del 2015 l'istituto contava 7 religiose in 2 case.